# آلی کیک
 آلی کیک (انگلیسی: Allie Kiick؛ زادهٔ ۳۰ ژوئن ۱۹۹۵) یک تنیس‌باز اهل ایالات متحده آمریکا است. 